# Annie Leibovitzová
Annie Leibovitzová ([ˈliːbəvɪts], nepřechýleně Leibovitz; * 2. října 1949, Waterbury) je významná americká fotografka která přešla od novinářské tvorby k portrétní fotografii. 
Působila v časopisech Rolling Stone a Vanity Fair. Proslavila se především inscenovanými portréty amerických prominentů a celebrit z politiky, vědy a kultury.
Před jejím objektivem stáli například Lady Gaga, Brad Pitt, David Lynch, Bill Clinton, Alžběta II. nebo rodina prezidenta Baracka Obamy. Používá takzvanou konceptuální kompozici a velmi často svými snímky provokuje.

## Životopis
Annie Leibovitzová se narodila jako třetí ze šesti dětí ve Waterbury v Connecticutu do židovské rodiny. Její otec byl důstojníkem u letectva US Air Force, matka Marilyn Edith Leibovitzová (1923–2007) instruktorkou moderního tance. Když byla malá, její rodina se často stěhovala. Své první fotografie pořídila na Filipínách, kam byl poslán její otec.
Na střední škole se začala zajímat o různé druhy umění. Nastoupila na San Francisco Art Institute, kde studovala malířství. O fotografii se hlouběji začala zajímat během návštěvy Japonska, kam o prázdninách jela za svými příbuznými. Své první reportáže fotografovala malým fotoaparátem na 35mm film. Několik dalších let rozvíjela své fotografické schopnosti, například během svého dobrovolnického pobytu v izraelském kibucu. Prvního úspěchu dosáhla v roce 1970, když za 25 dolarů prodala časopisu Rolling Stone jednu svoji fotografii.
Leibovitzová má tři děti. Nejstarší Sarah se narodila v roce 2001, když jí bylo 52 let. Dvojčata Susan a Samuelle se narodily náhradní matce v roce 2005.
Byla velkou přítelkyní spisovatelky a fotografické kritičky Susan Sontagové. Seznámily se v roce 1990, když ji Annie fotografovala na přebal nové knihy.

## Kariéra

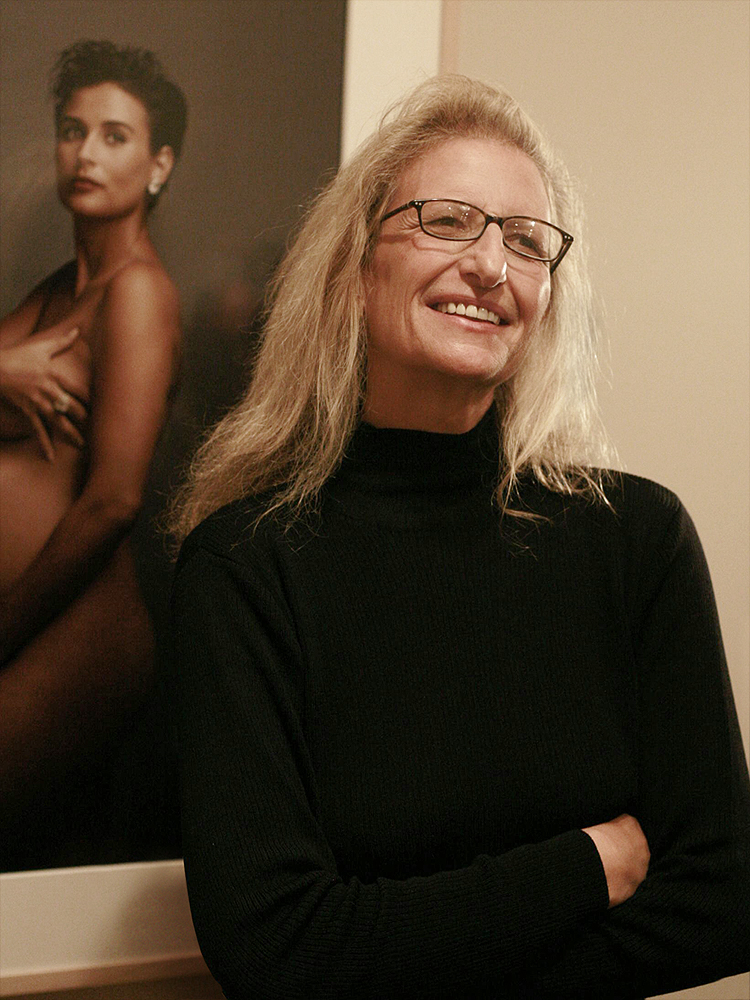
Leibovitzová před slavným snímkem More Demi Moore pro časopis Vanity Fair, 2008

Významnou část jejího života znamená práce pro časopis Rolling Stone. Jejího šéfredaktora velmi zaujalo její portfolio, a hned dostala za úkol portrétovat Johna Lennona. O dva roky později obsadila post hlavní fotografky tohoto časopisu. Pózovaly jí osobnosti jako Mick Jagger, Bob Dylan, Patti Smith nebo Bob Marley. Jako oficiální fotografka kapely Rolling Stones s nimi jela na jejich světové turné.
Z období svého působení v Rolling Stones si však odnesla závislost na kokainu, které se dalších pět let zbavovala.[zdroj⁠?!]
Dne 8. prosince 1980 vyslal Rolling Stone Annie Leibovitzovou nafotografovat materiál pro titulní stranu nového čísla. Šlo o portrét Johna Lennona a Yoko Ono, kteří v té době vydali nové album. Leibovitzová si představovala, že budou oba pózovat nazí. S tím Lennon souhlasil, Yoko se však svléknout odmítla. A tak vznikla jedna z nejslavnějších fotografií Annie Leibovitz, která v roce 2005 získala ocenění za „nejlepší obal časopisu za posledních 40 let“. Portrét zachycuje nahého Lennona, který se tiskne k oblečené Yoko jako mládě savce ke své matce, zatímco Yoko se tváří poněkud chladně. Podle samotného Lennona fotografie přesně vystihuje vztah mezi ním a Yoko Ono. Shodou okolností to byl poslední oficiální portrét Johna Lennona, protože ještě téhož dne byl zastřelen. Tento snímek byl v pozdějších letech řadou umělců parodován. Kromě jiných jeho kompozici napodobila ve snímku s názvem 26. října 1993 Sam Taylor-Woodová.

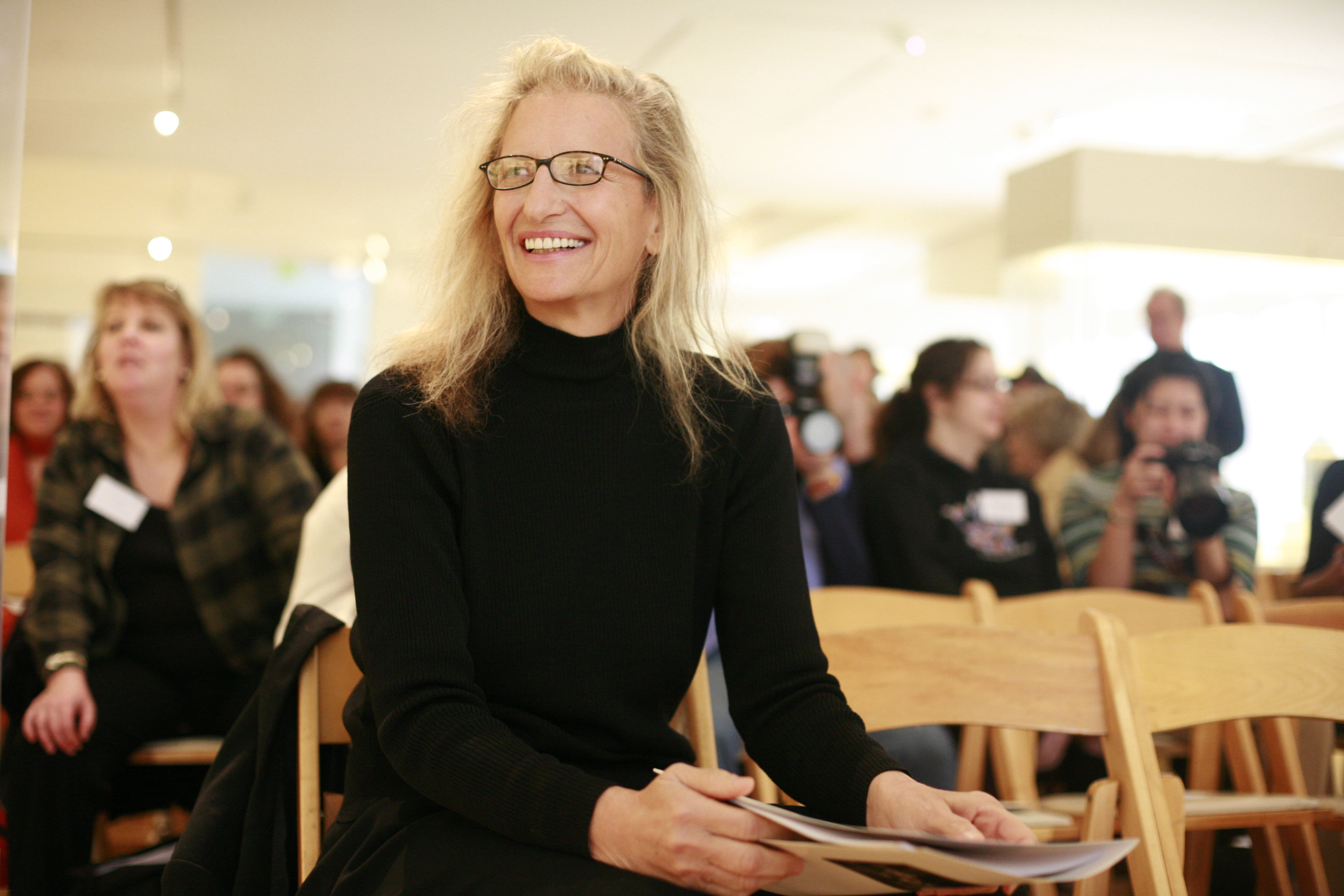
Leibovitzová na výstavě Annie Leibovitz: A Photographer’s Life, 1990–2005, San Francisco, Kalifornie 2008

V roce 1983 začala pracovat pro časopis Vanity Fair. Nadále pokračovala ve svém fotografickém stylu. Mezi nejslavnější portréty z tohoto období patří Whoopi Goldbergová ve vaně naplněné mlékem, nebo fotografie těhotné Demi Moore s názvem More Demi Moore (Více Demi Moore), která v roce 2005 získala cenu za druhý nejlepší obal časopisu za posledních 40 let. Tento portrét se stal předmětem soudního sporu mezi Leibovitzovou a Paramount Pictures, kteří otiskli karikaturu této fotografie. Na fotomontáži byl zobrazen „těhotný“ Leslie Nielsen, přesněji tělo těhotné modelky s hlavou Nielsena na reklamním letáku k jeho nové komedii. Fotografie byla upravena tak, aby se co nejvíce podobala originálu s Demi Moore. Annie Leibovitzová to považovala za porušení autorských práv, soud ale rozhodl ve prospěch Paramount Pictures.
V roce 2015 nafotila tenistku Serenu Williamsovou pro dubnové číslo časopisu Vogue. Američanka se stala první sportovkyní černé pleti, která se objevila na titulní straně tohoto magazínu.

## Další projekty

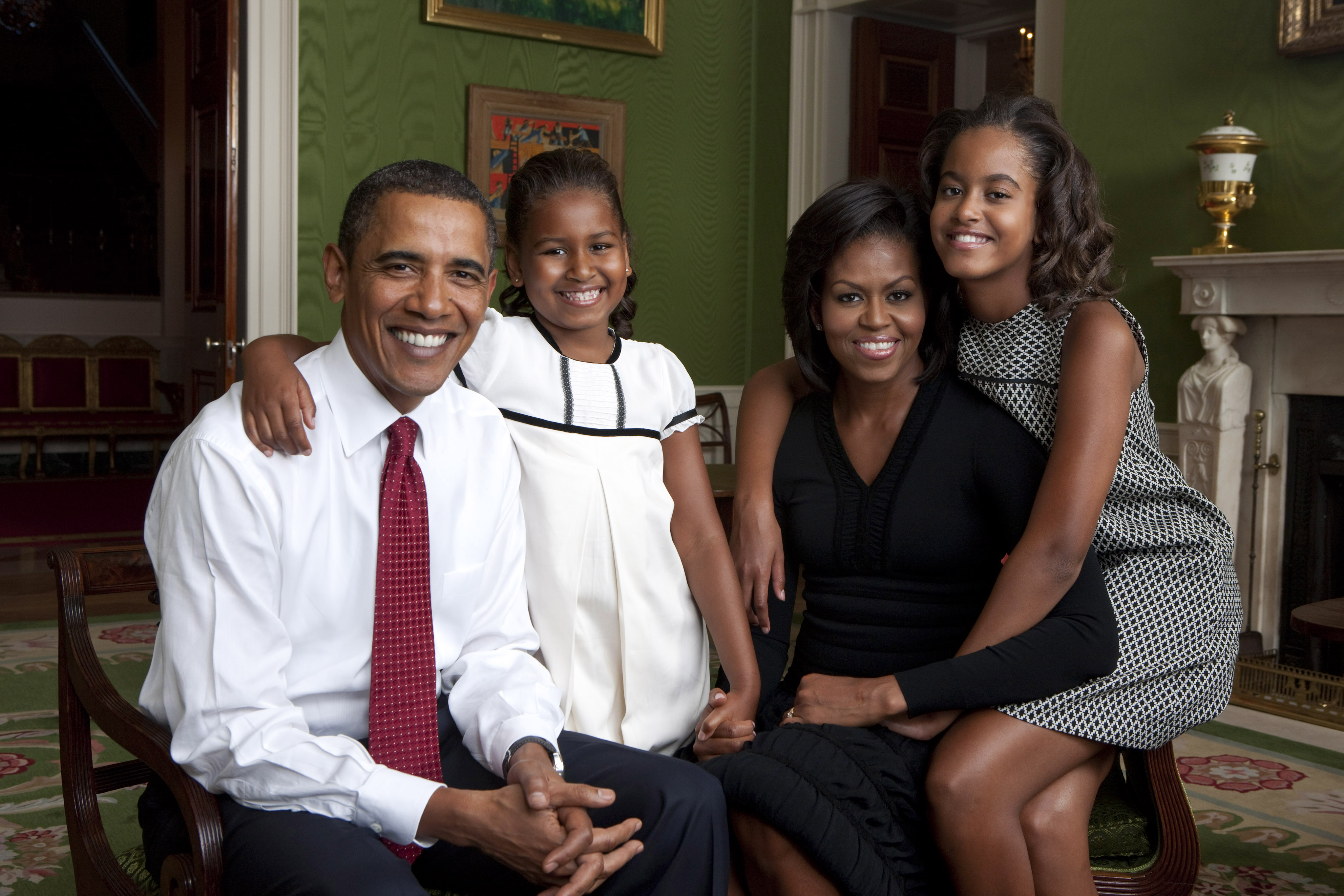
První rodina Spojených států – Barack Obama s manželkou a dcerami, oficiální snímek pro Bílý dům

- V roce 1991 vystavovala v National Portrait Gallery[7]
- V roce 2007 byla požádána britskou královnou Alžbětou II., aby vytvořila oficiální fotografie k její návštěvě Virginie. Celý proces portrétování natočila BBC (dokument A Year With the Queen).
- V souvislosti s vydáním knihy A Photographer’s Life 1990–2005 uspořádala Annie Leibovitzová v roce 2007 velkou retrospektivní výstavu. Obsahovala celkem 200 portrétů celebrit i fotografií své rodiny a Susan Sontagové. Zařazeny byly i tři portréty královny Alžběty II.
- V roce 2007 si ji najala společnost Walt Disney, aby pro ně udělala sérii snímků celebrit v rolích a scénách z děl Walta Disneyho.

## Publikace
Leibovitzová vydala od osmdesátých let dvacátého století do současnosti celou řadu fotografických publikací. Doprovodná kniha Photographs z roku 1983 patřila k její výstavě, která putovala napříč Evropou a Spojenými státy. Kniha, kterou vydala v roce 1991 Photographs 1970–1990 obsahuje 242 portrétů, třetina z nich je barevná. Většina z nich byla pro Rolling Stone nebo Vanity Fair, některé z nich nebyly nikdy dříve publikovány.
Série fotografií sportovců v díle Olympic Portraits (1996) byly pořízeny během jejich přípravy na olympijské hry v Atlantě.
Knihu Women (1999) napsala společně se Susan Sontagovou. Leibovitzová do ní tentokrát nezařadila jen celebrity, ale celou řadu portrétů, které mají společné jediné téma: je na nich nějaká žena, žijící v Americe koncem dvacátého století. Od žen s povoláním astronaut, chirurg nebo horník přes oběti domácího násilí až po umělkyně a první dámy.
Výběr portrétů hudebníků hrajících jazz, blues, punk, country, hip hop, rock, folk nebo i gospel vydala v díle s názvem American Music (2003). Většina je z let 1999–2002, některé však ze sedmdesátých let, kdy Leibovitzová ještě pracovala pro Rolling Stone. Někteří portrétovaní umělci jsou velmi známí (Michael Stipe, Dolly Parton, Bob Dylan), někteří téměř vůbec (Jessie Mae Hemphill, Other Turner, Carlos Coy).
Kniha A Photographer's Life 1990–2005 (2006) obsahuje jak fotografie celebrit, tak i osobní snímky Leibovitzové – kromě jejích autoportrétů její rodiče, blízké příbuzné a také Susan Sontagovou.